# Elymus panormitanus
Elymus panormitanus är en gräsart som först beskrevs av Filippo Parlatore, och fick sitt nu gällande namn av Nikolai Nikolaievich Tzvelev. Elymus panormitanus ingår i släktet elmar, och familjen gräs. Inga underarter finns listade i Catalogue of Life.